# Paul Whaley
Paul Whaley (14. ledna 1947 – 28. ledna 2019) byl americký bubeník, známý jako člen hardrockové skupiny Blue Cheer. Do té nastoupil nedlouho po jejím vzniku, v roce 1967, kdy nahradil Erica Albrondu (později manažera). Skupinu opustil po vydání tří alb, v roce 1969. Kapela následně s přestávkami vystupovala do roku 1979, kdy se rozpadla. Obnovena byla v roce 1984, i s Whaleyem v sestavě nahrála jedno album, ale od roku 1985 pokračovala s jiným bubeníkem. K dalšímu návratu do kapely došlo v roce 1990, odkdy s kapelou s několika přestávkami vystupoval až do roku 2009, kdy zemřel její frontman Dickie Peterson. Vedle Petersona byl Whaley nejdéle sloužícím členem kapely.
Před nástupem do Blue Cheer působil ve skupině The Oxford Circle, která vydala jeden singl (1966) a později archivní záznam koncertu. Rovněž hrál na albech Population II (1971; pouze bonusové písně na reedicích) a Guitar God (1997) kytaristy Blue Cheer Randyho Holdena. Také hostoval na nahrávkách německé kapely United Blues Experience.
Od roku 1992 žil v Německu (kde dlouhodobě žil také Dickie Peterson), kde ve věku 72 let zemřel na srdeční selhání.

## Diskografie
- Vincebus Eruptum (Blue Cheer, 1968)
- Outsideinside (Blue Cheer, 1968)
- New! Improved! (Blue Cheer, 1969)
- Population II (Randy Holden, 1971; pouze bonusové písně na reedicích)
- The Beast Is Back (Blue Cheer, 1984)
- Highlights and Lowlives (Blue Cheer, 1990)
- Dining with the Sharks (Blue Cheer, 1991)
- Guitar God (Randy Holden, 1997)
- Live at the Avalon 1966 (The Oxford Circle, 1997)
- Kak-Ola (Kak, 1999)
- What Doesn't Kill You… (Blue Cheer, 2007)
- Heart Blood Ballads (United Blues Experience, 2010)
- Soul on Fire (United Blues Experience, 2012)